# Гаркунов, Дмитрий Николаевич
Дмитрий Николаевич Гаркунов (24 ноября 1919, Малмыжский уезд, Вятская губерния, РСФСР - 28 мая 2021, Москва) — российский учёный в области трибологии, доктор технических наук, инженер-полковник авиации в отставке.

## Биография
Родился в селе Рожки (Вятская губерния, Малмыжский уезд).
В 1941 г. окончил физико-математический факультет Томского государственного университета по специальности «Физика твердого тела». С 1941 г. по 1970 г. служил в Советской армии.
Участник Великой Отечественной войны.
В 1945 г. окончил инженерный факультет Военно-воздушной академии им. Н. Е. Жуковского и получил воинское звание «инженер-лейтенант авиации». После войны работал в научно-исследовательском институте эксплуатации и ремонта авиационной техники (Люберцы).
В 1962 г. защитил докторскую диссертацию на тему «Методы повышения износостойкости деталей самолётов».
С 1970 г. по 2004 г. заведовал кафедрами, профессор. Основатель научной школы трибологии в России. C 1992 г. стал президентом отделения «Проблемы безызносности машин и механизмов» Академии проблем качества .
По состоянию на конец ноября 2018 года он был научным консультантом кафедры технологии обработки материалов МГТУ им. Н. Э. Баумана.

## Публикации
Опубликовал около 200 работ по триботехнике, из них 22 монографии .
Автор учебников «Триботехника» (М.: Машиностроение): — 1989. — 328 с., 1985. — 424 с., 1999. — 336 с.
Автор 2-х научных открытий:
- явление «избирательного переноса» (эффект безызносности)
- «водородное изнашивание металлов»

## Награды
- Орден Отечественной войны II степени (06.04.1985)
- Орден Красной Звезды (30.12.1956)[4]
- Медали, в том числе:
  - «За боевые заслуги» (19.11.1951)
  - «За оборону Ленинграда» (06.11.1943)
- Лауреат Премии Правительства РФ в области науки и техники  Архивная копия от 4 марта 2016 на Wayback Machine;
- Лауреат премии Президента РФ в области образования .
- В 2005 г. Международный совет по трибологии присудил Гаркунову Д. Н. Золотую медаль Английского королевского общества инженеров-трибологов (вручена в 2006) .